# Aristonectes
L'aristonecte (gen. Aristonectes) è un rettile marino estinto, appartenente ai plesiosauri. Visse nel Cretaceo superiore (Maastrichtiano, circa 70 milioni di anni fa); i suoi resti sono stati ritrovati in Sudamerica.

## Descrizione
Come tutti i plesiosauri, l'aristonecte era fornito di un collo lungo e di una testa piccola. Il corpo a forma di barile era circondato da quattro arti trasformati in pinne. Il collo era lungo circa due metri e costituito da una  trentina di vertebre cervicali, più larghe che lunghe; le vertebre che formavano la base del collo avevano una  caratteristica conformazione ellittica. Il cranio di questo animale era notevole, a causa della particolare dentatura; questa era costituita da un gran numero di denti piccoli e sottili (90 nella mascella, 116 nella mandibola), che andavano a intersecarsi perfettamente fra loro quando la bocca era chiusa. Questa struttura “a trappola” sembra essere stata molto simile a quella dei plesiosauri criptoclididi del Giurassico. La lunghezza totale dell'animale doveva aggirarsi sugli otto metri. Una forma simile ad Aristonectes, conosciuta per uno scheletro postcranico, potrebbe rappresentare uno dei più grandi e pesanti elasmosauridi noti (O'Gorman, 2019).

## Classificazione
Descritto per la prima volta nel 1941 da Cabrera, l'aristonecte è stato il primo plesiosauro descritto in Sudamerica, sulla base di resti quasi completi provenienti dalla Patagonia e denominati Aristonectes parvidens. Originariamente classificato nella famiglia degli elasmosauridi a causa della conformazione delle vertebre, questo animale è stato in seguito considerato un membro della poco nota famiglia dei cimoliasauridi (Cimoliasauridae) e addirittura un pliosauro aberrante. Uno studio effettuato nel 1981 ha poi classificato Aristonectes come un criptoclidide, sulla base della fitta disposizione dei denti, ma studi successivi hanno di nuovo preso in considerazione l'ipotesi di Cabrera, e cioè che Aristonectes fosse un elasmosauro.
Un esemplare fossile di plesiosauro rinvenuto in Antartide, descritto come Morturneria seymourensis, è stato ascritto ad Aristonectes, ma ulteriori studi indicherebbero una distinzione fra i due generi. Un'altra specie attribuita a questo genere (A. quiriquinensis) è stata descritta nel 2014 e proviene dal Maastrichtiano del Cile (Otero et al., 2014).

## Stile di vita
L'aristonecte doveva essere un predatore marino piuttosto lento, che utilizzava il lungo collo per arpionare prede all'interno di banchi di pesci o di altri animali acquatici, che venivano poi catturati e trattenuti dai denti sottili e fitti.
Le massicce mandibole avevano una struttura a pettine formato da molti denti sottili proiettati lateralmente. Analogamente, i denti del mascellare superiore si estendevano verso il basso e lateralmente. Insieme ad altre caratteristiche come un palato profondamente a volta, questa disposizione di denti suggerisce che Aristonectes fosse un organismo filtratore. Questo animale probabilmente riempiva la bocca con acqua di mare e poi, con movimenti coordinati della gola e della lingua, ributtava fuori l'acqua attraverso i denti a pettine, lasciando solo le particelle di cibo all'interno della bocca, che venivano poi raccolte con la lingua (O'Keefe, 2015).